# Niederried bei Interlaken
Niederried bei Interlaken är en ort och kommun vid Brienzsjön i distriktet Interlaken-Oberhasli i kantonen Bern, Schweiz. Kommunen har 375 invånare (2023).